# Честерфілд (Південна Кароліна)
Честерфілд (англ. Chesterfield) — місто (англ. town) в США, в окрузі Честерфілд штату Південна Кароліна. Населення — 1357 осіб (2020).

## Географія
Честерфілд розташований за координатами 34°43′59″ пн. ш. 80°4′41″ зх. д. / 34.73306° пн. ш. 80.07806° зх. д. (34.732967, -80.078080).  За даними Бюро перепису населення США в 2010 році місто мало площу 10,48 км², уся площа — суходіл.

## Демографія
Згідно з переписом 2010 року, у місті мешкали 1472 особи в 578 домогосподарствах у складі 359 родин. Густота населення становила 141 особа/км².  Було 687 помешкань (66/км²).
Расовий склад населення:
| - 59,4 % — білих - 38,1 % — чорних або афроамериканців - 0,6 % — азіатів - 0,2 % — корінних американців - 1,0 % — осіб інших рас |

До двох чи більше рас належало 0,7 %. Частка іспаномовних становила 1,6 % від усіх жителів.
За віковим діапазоном населення розподілялося таким чином: 23,3 % — особи молодші 18 років, 61,8 % — особи у віці 18—64 років, 14,9 % — особи у віці 65 років та старші. Медіана віку мешканця становила 37,6 року. На 100 осіб жіночої статі у місті припадало 97,8 чоловіків;  на 100 жінок у віці від 18 років та старших — 93,0 чоловіків також старших 18 років.
Середній дохід на одне домашнє господарство  становив 45 359 доларів США (медіана — 34 250), а середній дохід на одну сім'ю — 51 397 доларів (медіана — 47 125). Медіана доходів становила 35 139 доларів для чоловіків та 38 542 долари для жінок. За межею бідності перебувало 29,0 % осіб, у тому числі 49,2 % дітей у віці до 18 років та 17,0 % осіб у віці 65 років та старших.
Цивільне працевлаштоване населення становило 473 особи. Основні галузі зайнятості: освіта, охорона здоров'я та соціальна допомога — 25,6 %, виробництво — 21,8 %, роздрібна торгівля — 12,3 %, публічна адміністрація — 8,9 %.